# 上朝倉村
上朝倉村（かみあさくらむら）は愛媛県越智郡にあった村である。1956年（昭和31年）に下朝倉村との2か村の合併で、朝倉村となり、自治体としては消滅した。朝倉村は平成の市町村合併で今治市となり、現在に至っている。

## 地理
現在の今治市の南部。高縄半島の東部。頓田川上流域の丘陵地帯および洪積台地に位置する。西はさやの峠で玉川村鈍川（旧鈍川村）に接する。
村名の由来
朝倉の名の由来については、朝倉村の記事参照。
川
頓田川
山
五葉ケ森 玉川村との境界、村の最高地点

## 歴史

### 略史
藩政期
松山藩領と今治藩領、及び一部幕府領が入り組んでいた。朝倉上村内に飛び地として点在した松山藩領が朝倉上之村と称した。朝倉上之村は約200町歩の入会野山を有し近隣村々の柴草刈場として利用されていた。
- 1765年（明和2年） 朝倉上之村が上地されて幕府領となる。
- 1815年（文化12年） 朝倉上之村が再び松山藩領となる。

明治以降
- 1890年（明治23年） 朝倉上之村の入会山が越智郡63か村の共有山となる。
- 同年 上朝倉尋常小学校創設。

### 沿革
上朝倉村
- 1889年（明治22年） 12月15日 - 町村制施行により、朝倉上、朝倉上之の2か村が合併して、越智郡上朝倉村発足。役場を大字上之村におく。
- 1956年（昭和31年） 3月31日 – 上朝倉村、下朝倉村の2か村の合併で朝倉村となり、自治体としての歴史を閉じる。

```
上朝倉村の系譜
（町村制実施以前の村）　（明治期）　　　　　　（昭和の合併）　　　（平成の合併）
　　　　　　　　　　　　町村制施行時
朝倉上　━━━┓
　　　　　　　┣━━━上朝倉村━━━━━━━┓
朝倉上之村━━┛　　　　　　　　　　　　　　┃昭和31年3月31日
　　　　　　　　　　　　　　　　　　　　　　┃　合併
朝倉下　━━━┓　　　　　　　　　　　　　　┣━朝倉村━━━━━━━━┓
朝倉南　━━━┫　　　　　　　　　　　　　　┃　　　　　　　　　　　　┃
朝倉北　━━━╋━━━下朝倉村━━━━━━━┛　　　　　　　　　　　　┃
古谷　　━━━┫　　　　　　　　　　　　　　　　　　　　　　　　　　　┃
山口　　━━━┛　　　　　　　　　　　　　　　　　　　　　　　　　　　┃平成17年1月16日
　　　　　　　　　　　　　　　　　　　　　　　　　　　　　　　　　　　┃新設合併、新・今治市発足
　　　　　　　　　　　　　　　　　　　　　　　　　　　　　　今治市━━╋━━今治市
　　　　　　　　　　　　　　　　　　　　　　　　　　　　　　玉川町━━┫
　　　　　　　　　　　　　　　　　　　　　　　　　　　　　　波方町━━┫
　　　　　　　　　　　　　　　　　　　　　　　　　　　　　　大西町━━┫
　　　　　　　　　　　　　　　　　　　　　　　　　　　　　　菊間町━━┫
　　　　　　　　　　　　　　　　　　　　　　　　　　　　　　吉海村━━┫
　　　　　　　　　　　　　　　　　　　　　　　　　　　　　　宮窪町━━┫
　　　　　　　　　　　　　　　　　　　　　　　　　　　　　　伯方町━━┫
　　　　　　　　　　　　　　　　　　　　　　　　　　　　　　上浦町━━┫
　　　　　　　　　　　　　　　　　　　　　　　　　　　　　　大三島町━┫
　　　　　　　　　　　　　　　　　　　　　　　　　　　　　　関前村━━┛

（注記）今治市以下の市町村の合併以前の系譜はそれぞれの市・町・村の記事を参照のこと。

```

## 地域
合併前の旧2か村の名をそのまま大字として継承した。合併し朝倉村になっても継承されたが、朝倉上之村が藩政期からの事情（上記参照）で飛び地となる形で入り組んでいたため、1985年（昭和60年）初めに朝倉上に統一された。
朝倉上（あさくらかみ）、朝倉上之村（あさくらかみのむら）
なお、現在、今治市になってからの地名表記は「朝倉村」を付けず大字を省く。
例 今治市朝倉上

## 産業
米、麦、芋、竹材、薪炭などを産した。

## 交通
鉄道は通っていなかった。